# Jakob Björck
Jakob Björck, född 1727 eller 1728, död 20 februari 1793 i Stockholm, var en svensk kopist och porträttmålare. Han uppges ha varit elev hos Johan Henrik Scheffel, men finns inte upptagen som sådan i Stig Roths biografi. Från 1750 till 1774 arbetade han i pastellmålaren Gustaf Lundbergs ateljé och därefter på egen hand. Han gifte sig 1774 med Cicilia Gren (1723/1724–1811).

## I Gustaf Lundbergs ateljé 1750-74
Kopior i olja efter Gustaf Lundbergs pasteller brukar rutinmässigt tillskrivas Björck, trots att flera andra medhjälpare var sysselsatta i ateljén vid samma tid: Per Cogell (senare stadsmålare i Lyon), Peter Adolf Hall, Jonas Forsslund och en pastellmålare vid namn Pettersson. Lundberg hade dessutom tidvis så många beställningar att han lade ut kopieringsuppdrag på andra konstnärer - Johan Henrik Scheffel och Fredrik Brander. Dessutom tycks Ulrika Pasch, Olof Arenius och hovminiatyristen Johan Georg Henrichsen samt Niklas Lafrensen den äldre haft tillgång till Lundbergs original.
"Björcks kopior i olja kom ej sällan Lundbergs elegans och skimmer förvånande nära",  skriver Oscar Levertin i sin studie. Det var väl känt redan vid denna tid att pastellmålningar är känsliga för ljus, fukt och mekanisk påverkan. Den 10 januari 1760 skriver Carl Gustaf Tessin i sin Åkerö-dagbok: "Herr Hofintendenten Lundberg har i dessa dagar velat hafva besvär med mitt porträtt. Han och jag är årsbarn, som dock ej märkes hvarken på dess hand eller ögon. Skada och evig skada, att dessa porträtt äro i pastell." Porträtten som Tessin syftar på är hans eget i riksrådsdräkt och hustruns i gul klänning och svart spetsmantilj. Bägge förevisades vid utställningen "Solen och Nordstjärnan" på Nationalmuseum 1993-94, dock utanför katalogen. De var då kraftigt blekta.
Det var därför vanligt att beställa kopior i olja redan från början. Ett exempel på detta är just Tessins riksrådsporträtt från 1760, för vilket Tessin kopierade Gustaf Lundbergs kvitto i Åkerö-dagboken:
"Un portrait original en pastel de Son Excellence
Monseignur le Comte de Tessin avec cadre et glace Dlr cuivre 1.300
Un dito de Madame La Comtesse de Tessin                             1.300
Deux copies en huile du Portrait de son Excellence à 200 d            400
Deux cadres pour les dite copies                                      300
Ett inramat och inglasat pastelloriginal kostade alltså 1.300 daler kopparmynt, vilket motsvarade omkring 40.000 kr 2009. Ramade kopior i olja kostade 350 riksdaler kopparmynt per styck, vilket motsvarade ca 11 000 kr 2009. Detta kan mycket väl ha varit vänskapspriser eftersom Tessin varit Lundbergs mecenat sedan 1720-talet. Av Tessins porträtt finns tio kopior registrerade i Svenskt Porträttarkiv. Samtliga har tillskrivits Jakob Björck. Detsamma gäller fyra kopior av hustruns porträtt, vilka uppenbarligen beställts vid annat tillfälle.
Björck kopierade även i pastell, men några verk som med säkerhet kan attribueras till honom är inte kända. När han slutade sin tjänst hos Lundberg avtackades han med ett litet skåp med pastellkritor och en samling kopparstick som erkänsla för "24 års trogen tjänst".

## På egen hand efter 1774
Björck hade efter 1774 en egen produktion, där han framförallt kopierade verk av andra, till exempel ett av Jean-Baptiste Oudrys dörröverstycken på Stockholms slott, Jakthund med två ripor, som han signerade Iacob Björck px på spännramen. Han fick möjlighet att måla Gustav III dels i livgardets uniform med revolutionärernas armbindel  och dels i svenska dräkten, bägge i magnifika kungliga ramar. I allmänhet utgår man dock från att han kopierat numera försvunna eller förstörda verk av Lundberg. Björck hade titeln HofCopist, sannolikt på Lundbergs tillskyndan för att undvika problem med målareämbetet.
Hans egen stil är grov jämfört med Lundbergs lätta elegans. Detta framgår tydligt av porträtten av Gustav III och Adolf Ludvig Stierneld här nedan i galleriet. Med tiden blev hans produktion rent hantverksmässig och kopiorna efter de många stereotypa porträtten från Lundbergs sista tid äro genomgående torra och livlösa. Porträtten av Gustaf Adolf Gyllenborg, hans hustru Petronella Hultman och kopian av Lundbergs självporträtt i nedanstående galleri kan ses som ett exempel på detta. Björcks kopior av Lundbergs porträtt har under 2000-talets första årtionde sålts för allt från 20.000 till 180.000 kr beroende inte minst på ramen. Förgyllda och rikt skulpterade ramar är ofta mer uppskattade än deras innehåll. Barn- och damporträtt värderas generellt högre än herrporträtt. Björk finns representerad vid bland annat Norrköpings konstmuseum  och Nationalmuseum i Stockholm.

## Galleri

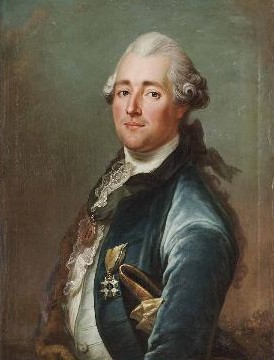
Porträtt av Jacob Johan Anckarström d.ä. (1776), far till kungamördaren med samma namn. Sannolikt kopia efter original av Johan Henrik Scheffel.
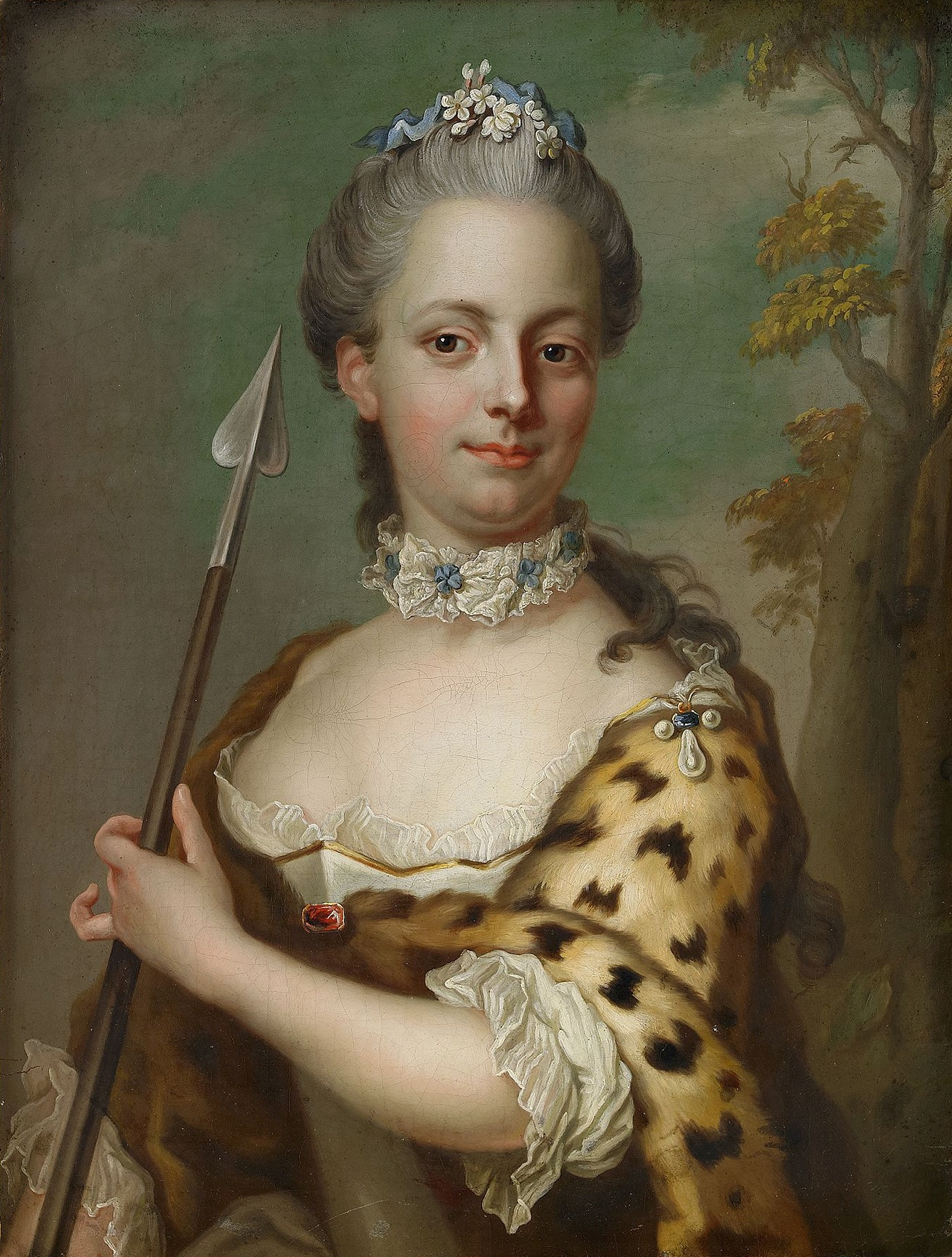
Porträtt föreställande friherrinnan Charlotte Du Rietz af Hedensberg, kopia efter pastell av Gustaf Lundberg.
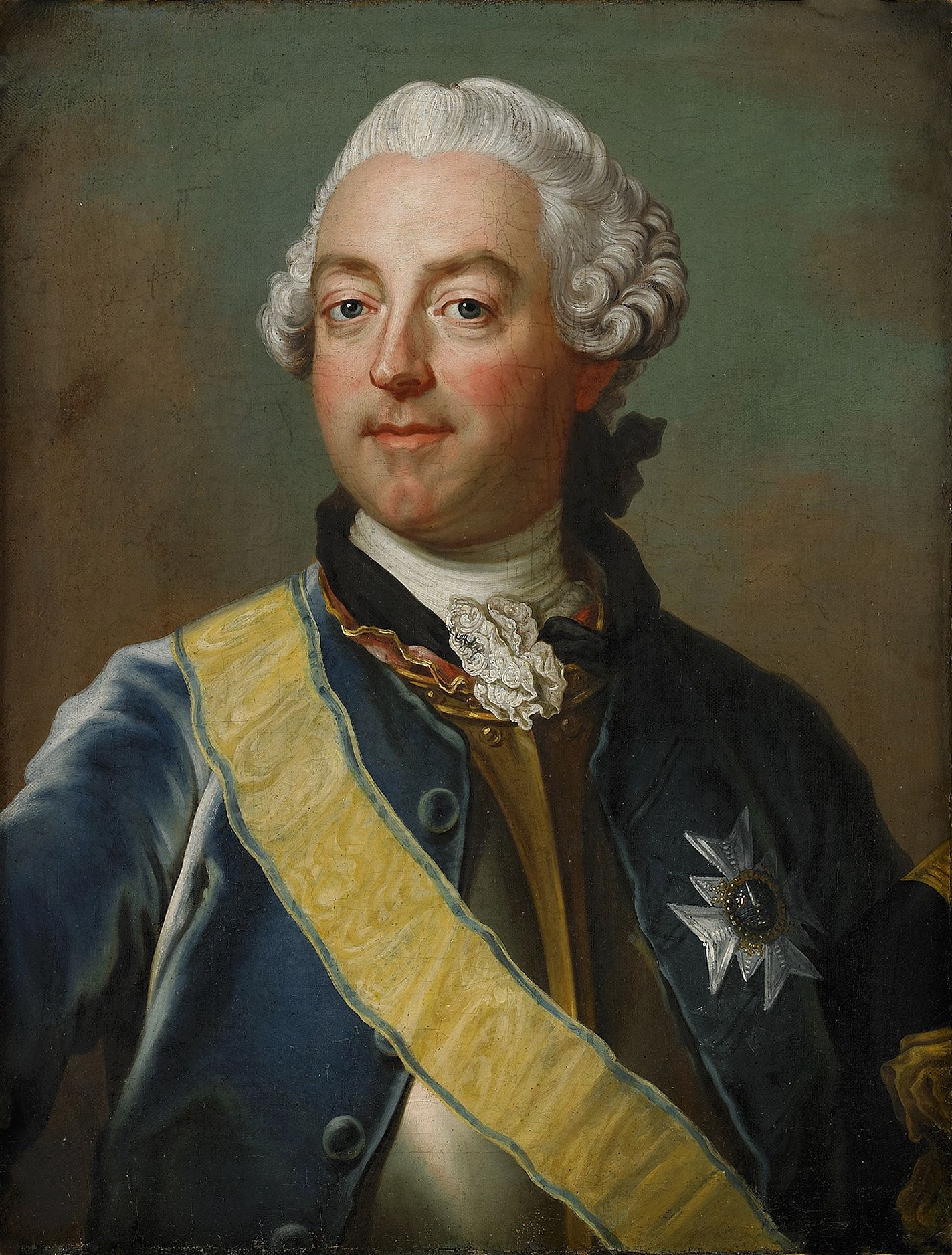
Porträtt föreställande generallöjtnant friherre Anders Rudolf Du Rietz af Hedensberg (1720-1792), kopia efter pastell av Gustaf Lundberg.
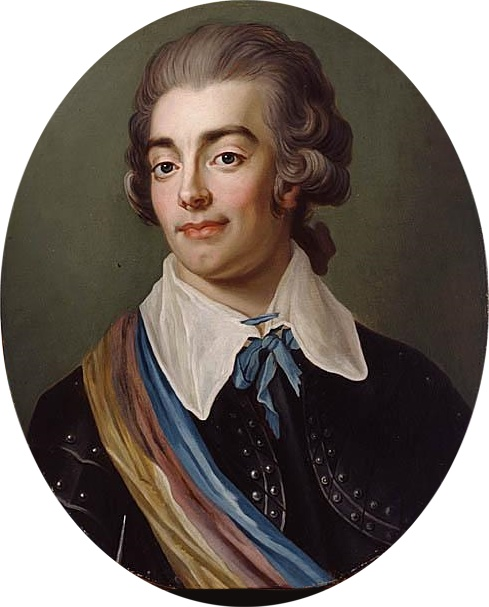
Porträtt av Adolf Ludvig Stierneld 1755-1835 Original i olja av Björck. 1780-tal.
Porträtt av prinsessan Sofia Albertina, Gustav III:s syster Kopia efter pastell av Gustaf Lundberg.
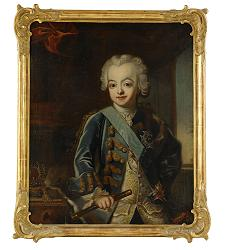
Porträtt av Gustav III som barn ca 1750. Kopierat av Björck ur större porträtt av Gustaf Lundberg och Johan Henrik Scheffel.
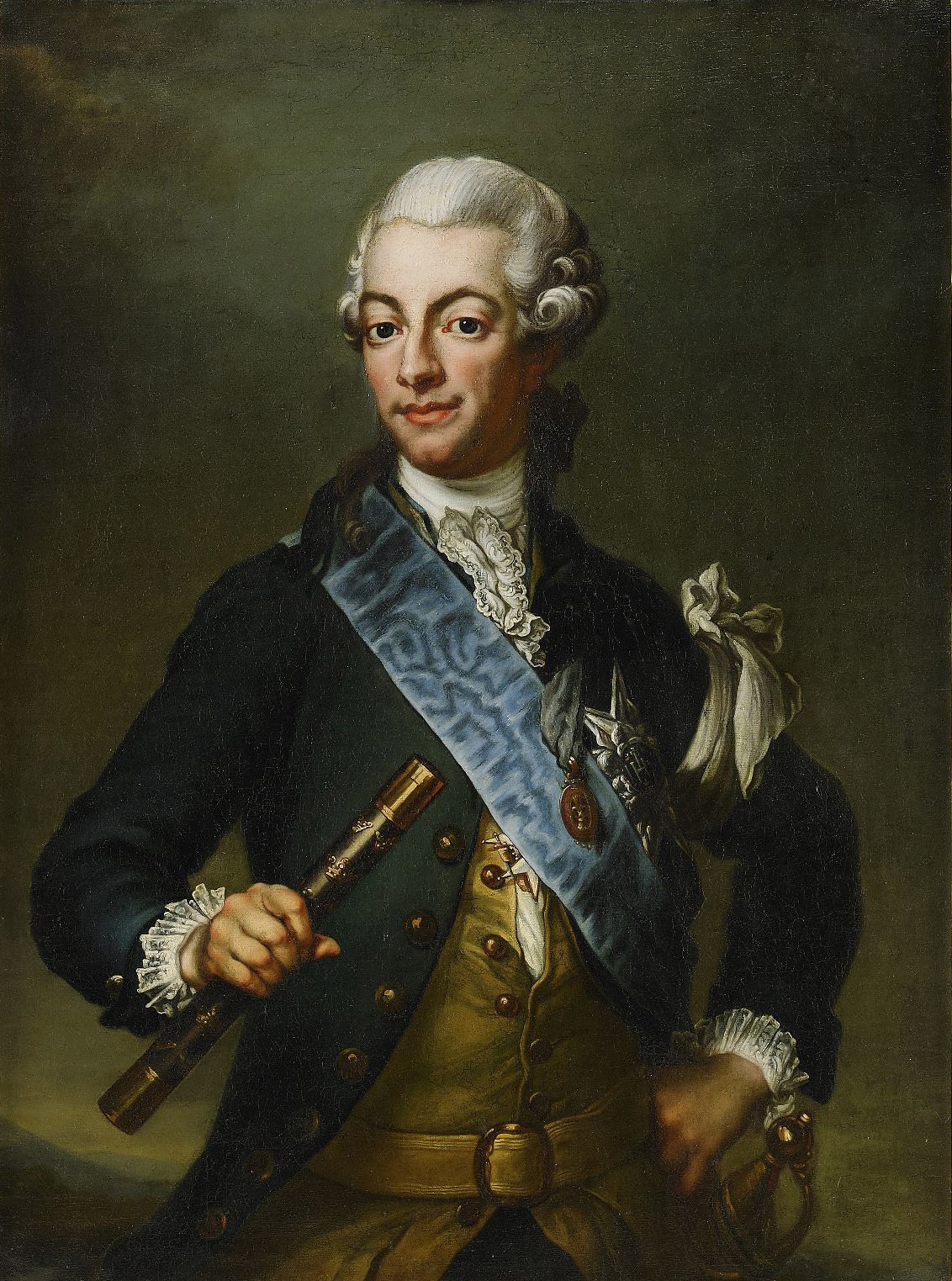
Porträtt av Gustav III i Livgardets uniform med revolutionärernas armbindel. Original i olja av Björck.
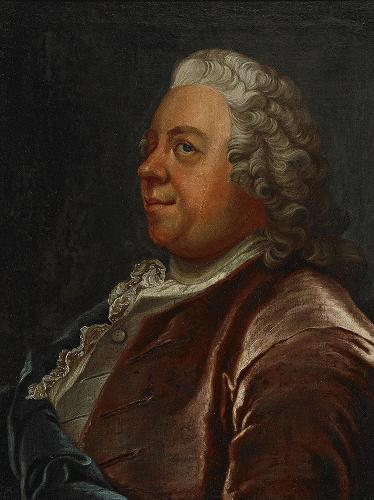
Porträtt av Kommerserådet Claes Grill. Kopia efter Gustaf Lundberg[20].
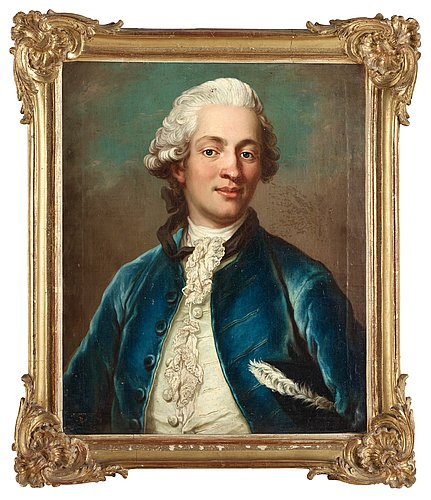
Porträtt av Gustaf Adolf Gyllenborg (1743-1789) Kopia efter pastell av Gustaf Lundberg[21].
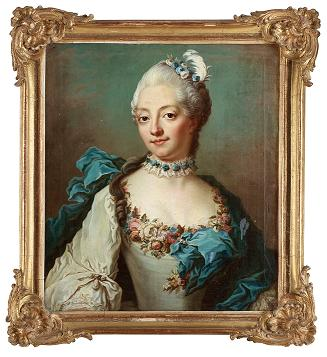
Porträtt av Petronella Hultman (1748-1783). Kopia efter pastell av Gustaf Lundberg[22].
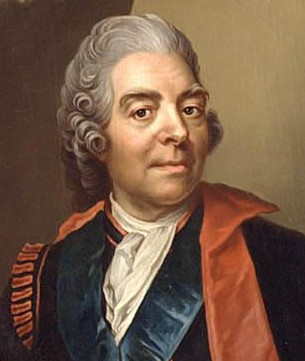
Gustaf Lundberg (1695-1786) Kopia av självporträtt tillskrivet Jakob Björck, ca 1780.